# 哈氏中喙鯨
哈氏中喙鯨或胡氏中喙鯨（學名Mesoplodon carlhubbsi）旧称哈氏喙鲸，又称弧喙鲸。僅分布於北太平洋。1945年，在美國加州拉賀亞海灘（La Jolla）曾有1頭喙鯨擱淺，美國著名的魚類學家Carl Hubb對此發表了1篇描述報告，當時他認為那是安氏中喙鯨；不過芝加哥自然史博物館（Field Museum of Natural History）的哺乳動物學家與喙鯨專家Joseph Curtis Moorebe並不這麼認為，經他再次鑑定後確立此樣本為1新種喙鯨，種名carlhubbsi即為他對同僚表達的敬意。

## 基本資料
其他俗名：
- 英：Arch-Beaked Whale
- 法：MÉSOPLODON DE HUBBS
- 西：BALLENA DE PICO DE HUBBS、ZIFIO DE HUBBS

出生時身長體重：可能少於2.5m；體重未知
最大身長體重紀錄：5.4m；約1,500kg
壽命：未知

## 外型特徵
胡氏中喙鯨的體型中段粗壯，往身體兩端漸細。背鰭略呈鐮刀形，位於身體中部後方，成鯨背鰭約22-23公分高。額隆呈中等球狀，嘴部曲線後半明顯拱起，成年雄鯨外露的牙齒即位於下顎最高處。成年雄鯨的體色普遍呈暗灰至黑色，在上、下顎大部分與額隆有白色區域。噴氣孔周圍有直徑可達30公分的大型白斑，其形狀多變，外觀上容易讓人聯想到白色帽子，或無邊扁帽（beanie，像風帽狀的圓形無邊帽）。成年雄鯨在側腹與腹部有許多傷痕。雌鯨與未成年雄鯨的體色呈漸層變化，由背部灰色、側腹淺灰，直到腹部的白色。其嘴喙顏色明顯較身體為淺，但不及成年雄鯨般亮白。

## 分布
胡氏中喙鯨已知僅分布於北太平洋溫帶海域。在北太平洋西部，此物種似乎侷限在日本本州的東北部海岸，約在北緯38度親潮與黑潮交會處。在北太平洋東部，其分布北限一般認為在加拿大的卑詩省（約北緯54度），最南至加州的聖地牙哥（約北緯33度）。其分布情形似乎與深層海流有關。

## 習性、生殖、食性
成年雄鯨身上的傷痕有隨著年齡增長而增加的現象，雖然有另外數種喙鯨亦具此特徵，但胡氏中喙鯨特別的地方在於，其成年雄鯨全身幾乎全被白色傷痕覆蓋。這些傷痕似乎是其他雄鯨用牙齒造成，可能與社會地位或生殖等的競爭行為有關。另外，牠們的身上也有長條單獨或成對的擦傷痕跡。胡氏中喙鯨主要以海洋中層的魷魚和魚類為食。對於其生殖狀況幾乎一無所知，推測可能在夏季生產。

## 現狀
胡氏中喙鯨的族群數量不明。日本漁民在捕捉柯氏喙鯨與小型海豚時偶爾會獵殺牠們。牠們在加州常因流刺網而死亡，可能在其他地區也有同樣的情況，可能已造成局部區域的數量減少。牠們的分布似乎有特定地域性，使其對環境變化的因應能力相當脆弱。